# Saint Sébastien (Botticelli)
Pour les articles homonymes, voir Saint Sébastien (homonymie).
Saint Sébastien   (en italien : San Sebastiano) est une peinture religieuse (195 × 100 cm) de Sandro Botticelli, datant de 1473, et conservée à la Gemäldegalerie à Berlin.

## Histoire
La date de l'œuvre était lisible sur la corniche originale aujourd'hui perdue. L'historien de l'art Alessandro Cecchi fait l'hypothèse que le tableau ait été peint le 20 du mois de janvier, journée dédiée à la mémoire de saint Sébastien. Selon Giorgio Vasari dans sa biographie sur Botticelli, l'œuvre est originellement accrochée à un des piliers de l'église florentine de Santa Maria Maggiore.

## Description
Le thème représenté est, selon l'iconographie chrétienne, le martyre de saint Sébastien, un saint romain, qui aurait été tué lors des persécutions de Dioclétien au début du IVe siècle. Il est souvent représenté dans les arts, attaché à un poteau ou à une colonne, le corps transpercé de flèches. Ce thème, lié à la philosophie du néoplatonisme médicéen, a été souvent traité par de nombreux peintres de la Renaissance.
Saint Sébastien est représenté de façon conventionnelle, le corps mi-nu, dans une pose en léger contrapposto. Le saint est représenté centralement, au premier plan, vêtu uniquement d'un périzonium, les mains plaquées derrière le dos, attachées à un tronc d'arbre sec dont les deux bases du tronc coupées servent de soutien aux pieds du saint, perspectivement projetés vers le spectateur. Le saint a reçu six flèches, deux au côté droit, deux au gauche, une à l'intérieur de la cuisse gauche et une dernière sur le haut de la cuisse droite. Il est  auréolé d'un disque fin doré ; le tout  est inscrit sous un arc classique, prolongement de la corniche du cadre avec en arrière-plan un paysage, une route parsemée de personnages conduisant à une rade ou un port, qui se dégrade dans le lointain selon les règles de la perspective atmosphérique.
On note certaines incertitudes, comme la différence de tailles des pieds du saint, confirmant que ce tableau appartient à la première phase de Botticell[réf. nécessaire]i.